# Mihaela Dascălu
Mihaela Dascălu (n. 12 februarie 1970, Brașov, România) este o fostă patinatoare de viteză din România și cea mai de succes patinatoare de viteză din această țară.
Dascălu s-a născut în orașul Brașov, și l-a început a practicat patinajul artistic înainte de schimbarea la patinaj viteză. A debutat în 1987 la Campionatul Mondial de Juniori, unde a terminat pe locul al șaptelea. În anul următor ea a terminat a noua, dar ulterior a fost descalificată, împreună cu coechipiera ei Cerasela Hordobețiu, ceea ce a însemnat ratarea participării la Jocurile Olimpice de Iarnă din 1988 de la Calgary. 
Ea a revenit în competițiile internaționale în 1991 și a terminat a șasea în proba de 1000 de metri din cadrul Jocurilor Olimpice de Iarnă din 1992, cel mai bun rezultat obținut de vreun patinator viteză român la Olimpiadă. În 1994 a obținut medalia de bronz în Campionatul Mondial de Patinaj viteză din Butte, Montana, și a terminat a opta în probele de 1500 m și 3000 de metri în cadrul Jocurilor Olimpice de Iarnă din 1994. 
Ea a continuat să concureze în anii 1990, cu numeroase clasări în primii zece. Ea a terminat a treia în proba de 3000 de metri la a șasea etapă din Cupa Mondială 1995-1996 și în Finala Cupei Mondiale 1995-1996, când a luat medalie de bronz și în proba de 1500 de metri. Ea s-a clasat a doua în proba de 3000 de metri în a noua etapă din Cupa Mondială 1995-1996, în Finala Cupei Mondiale 1996-1997, în proba de 1000 de metri din a șaptea Cupă Mondială 1995-1996, precum și în proba de 1500 de metri în a șaptea Cupa Mondială 1996-1997. La a patra Cupa Mondială 1996-1997 a terminat a treia la 5000 de metri, iar anul următor a câștigat aceeași cursă în a șaptea etapă. 
S-a retras după sezonul 1998, în urma rezultatului de la Jocurile Olimpice de Iarnă din 1998, unde a terminat a 34-a. 

## Legături externe
- Mihaela Dascălu la Comitetul Olimpic și Sportiv Român (arhivat)
- en Mihaela Dascălu la Olympedia.org
- en  Mihaela Dascalu Arhivat în 15 ianuarie 2008, la Wayback Machine. la skateresults.com